# Ácido graso poliinsaturado

Ácido araquidónico, un ácido graso de la serie omega-6 con cuatro dobles enlaces.

Los ácidos grasos poliinsaturados son ácidos grasos que poseen más de un doble enlace entre sus carbonos. Frecuentemente se los denomina por su acrónimo en lengua inglesa PUFA (Poly-Unsaturated Fatty Acids). Dentro de este grupo encontramos el ácido linoleico (de la familia omega-6) y el ácido alfa-linolénico (de la familia omega-3). Ambos son ácidos grasos esenciales para el ser humano, pues no puede sintetizarlos. Tienen un efecto beneficioso en general, disminuyendo el colesterol total en sangre.[cita requerida] El exceso implica la producción de compuestos tóxicos. Se pueden obtener de pescados azules y vegetales como maíz, soja, girasol, calabaza, nueces.

## Tipos
Según el lugar que ocupa el doble enlace más próximo al carbono que lleva el grupo metilo (-CH3), que es el último carbono de la cadena o carbono "omega", se clasifican en tres familias:
- Serie omega-3. El primer doble enlace está situado en la posición 3. Ejemplo: ácido linolénico.
- Serie omega-6. El primer doble enlace está situado en la posición 6. Ejemplos: ácido linoleico y ácido araquidónico.
- Serie omega-9. El primer doble enlace está situado en la posición 9. Esta familia incluye tanto ácidos grasos poliinsaturados como monoinsaturados (el ácido oleico, que solo posee un enlace doble, situado en la posición 9).

La distribución en estas tres series o familias está relacionada, no sólo con la estructura química, sino con el origen biosintético de los ácidos grasos, común en cada familia.